# مذبحة أحميتشي
مذبحة أحميتشي كانت مقتل ما يقرب من 120 من المدنيين البوسنيين على أيدي أعضاء مجلس الدفاع الكرواتي في أبريل 1993 أثناء الحرب الكرواتية البوسنية. كانت المذبحة تتويجا للتطهير العرقي في وادي لاشفا الذي ارتكبته القيادة السياسية والعسكرية للجمهورية الكرواتية في البوسنة والهرسك. كانت أكبر مذبحة ارتكبت خلال الصراع بين كروات البوسنة والهرسك والحكومة البوسنية التي يهيمن عليها البوشناق.
قضت المحكمة الجنائية الدولية ليوغوسلافيا السابقة في لاهاي بأن هذه الجرائم ترقى إلى جرائم ضد الإنسانية في العديد من الأحكام ضد القادة والجنود السياسيين والعسكريين الكروات وأبرزهم داريو كورديتش الزعيم السياسي للكروات في وسط البوسنة والهرسك الذي حُكم عليه بـ 25 عام في السجن. تم اكتشاف المذبحة من قبل قوات حفظ السلام التابعة للأمم المتحدة التابعة للكتيبة الأولى فوج شيشاير المأخوذة من الجيش البريطاني تحت قيادة العقيد بوب ستيوارت.

## الخلفية
أحميتشي هي قرية في وسط البوسنة والهرسك وتقع في بلدية فيتيز في وادي لاشفا. وبحسب إحصاء عام 1991 كان يعيش في القرية 1178 نسمة. 509 من البوسنيين و 592 من كرواتيا و 30 من الصرب و 47 مصنفين على أنهم «آخرون».
في 3 أبريل 1993 اجتمعت القيادة الكرواتية البوسنية في موستار لمناقشة تنفيذ خطة فانس أوين وقررت تنفيذ إنشاء «المقاطعات الكرواتية» (المقاطعات 3 و 8 و 10) ووضع القوات المسلحة البوسنية تحت قيادة هيئة الأركان العامة لمجلس الدفاع الكرواتي التشكيل العسكري للكروات البوسنيين.
في 4 أبريل وفقا لرويترز حدد المقر الرئيسي لمجلس الدفاع الكرواتي في موستار موعد نهائي لرئيس البوسنة والهرسك علي عزت بيغوفيتش للتوقيع على الاتفاقية المذكورة أعلاه وذكر «إذا رفض عزت بيغوفيتش التوقيع على هذه الاتفاقية بحلول 15 أبريل فإن مجلس الدفاع الكرواتي سينفذها من جانب واحد الولاية القضائية في الكانتونات ثلاثة وثمانية وعشرة». في رسالة من قادة مجلس الدفاع الكرواتي داريو كورديتش وإيغناك كوشترومان وأنتو فالنتا تم توجيه الكروات لعرض المزيد من الأعلام الكرواتية على المباني.

## هجوم منظم
يوم الجمعة 16 أبريل 1993 في الساعة 05:30 هاجمت القوات الكرواتية في وقت واحد فيتيز وستاري فيتيز وأحميتشي وناديوتشي وشانتيتشي بيريتشي ونوفاتشي وبوتيش ودونيا فيتشيريسكا. تحدث الفريق تيهومير بلاشكيتش من مجلس الدفاع الكرواتي عن 20 إلى 22 موقع للقتال المتزامن على طول الطريق الذي يربط فيتيز وترافنيك وبوسوفاتشا. وجدت المحكمة الابتدائية للمحكمة الجنائية الدولية ليوغوسلافيا السابقة أن هذا كان هجوم مخطط ضد السكان المدنيين البوسنيين. وسبق الهجوم عدة تصريحات سياسية أعلنت أن صراع وشيك بين القوات الكرواتية والقوات البوسنية. في يوم الهجوم قطعت خطوط الهاتف لأن جميع مبادلات الاتصالات في بلدية فيتيز كانت تحت سيطرة مجلس الدفاع الكرواتي.
تم تحذير السكان الكروات في تلك القرى من الهجوم وشارك بعضهم في الإعداد له. تم إجلاء النساء والأطفال الكروات عشية القتال. أظهرت طريقة الهجوم مستوى عال من الاستعداد. كانت الهجمات في المناطق المبنية مثل تلك التي نفذت في منطقة أحميتشي عمليات مخطط لها بتفاصيل دقيقة بهدف قتل أو طرد السكان البوسنيين مما أدى إلى مذبحة. في مساء يوم 15 أبريل لوحظت تحركات غير عادية لقوات مجلس الدفاع الكرواتي.
في صباح يوم 16 أبريل أغلقت القوات الكرواتية الطرق الرئيسية. وبحسب العديد من المراقبين الدوليين فإن الهجوم وقع من ثلاث جهات وكان الهدف منه إجبار السكان الفارين على الجنوب حيث أطلق الرماة النخبة المسلحين بأسلحة متطورة بشكل خاص النار على الفارين. وانتقلت قوات أخرى منظمة في مجموعات صغيرة قوامها نحو خمسة إلى عشرة جنود من منزل إلى منزل وأضرمت النيران فيها وقتلت السكان. وشارك في العملية حوالي مائة جندي. أسفر الهجوم عن مذبحة ضد القرويين البوسنيين وتدمير القرية. من بين أكثر من 100 لقوا حتفهم هناك 32 امرأة و11 طفل دون سن 18. كان الهدف من مدفعية مجلس الدفاع الكرواتي هو دعم المشاة وتدمير الهياكل التي لم يستطع المشاة القيام بها. المسجد مثلا أصيب برصاصة من سلاح قوي. في وقت لاحق قام برالو ويوكيتش بتفجير المئذنة.

## قتل المدنيين
بشكل عام قُتل 117 إلى 120 من البوشناق في المجزرة. تم إطلاق النار على معظم الرجال من مسافة قريبة. وكان الجنود الكروات قد اعتقلوا بعض الرجال ثم قتلوا. كما قُتل عشرين مدني أو نحو ذلك في دوني أحميتشي أثناء محاولتهم الفرار من القرية. اضطر السكان الفارون لعبور حقل مفتوح قبل الوصول إلى الطريق الرئيسي. وعثر في الميدان على نحو عشرين جثة قتلوا بطلقات نارية دقيقة. وخلص خبراء عسكريون إلى أن رماة أطلقوا النار عليهم. تم العثور على جثث أخرى في المنازل متفحمة للغاية لدرجة أنه لا يمكن التعرف عليها وفي أوضاع تشير إلى أنها قد احترقت أحياء. وكان من بين الضحايا العديد من النساء والأطفال.
قال مراقب بعثة المراقبة التابعة للجماعة الأوروبية إنه رأى جثث الأطفال الذين من موقعهم يبدو أنهم لقوا حتفهم في عذاب في النيران: «كانت بعض المنازل مشاهد رعب مطلقة لأن الناس لم يكونوا قد ماتوا فحسب بل كان هناك من تم حرقهم ومن الواضح أن بعضهم قد احترق بقاذفات اللهب مما أدى إلى تفحم الجثث وكان هذا هو الحال بالنسبة للعديد من الجثث». وفقا لتقرير بعثة المراقبة التابعة للجماعة الأوروبية قُتل ما لا يقل عن 103 أشخاص أثناء الهجوم على أحميتشي.

## تدمير الممتلكات

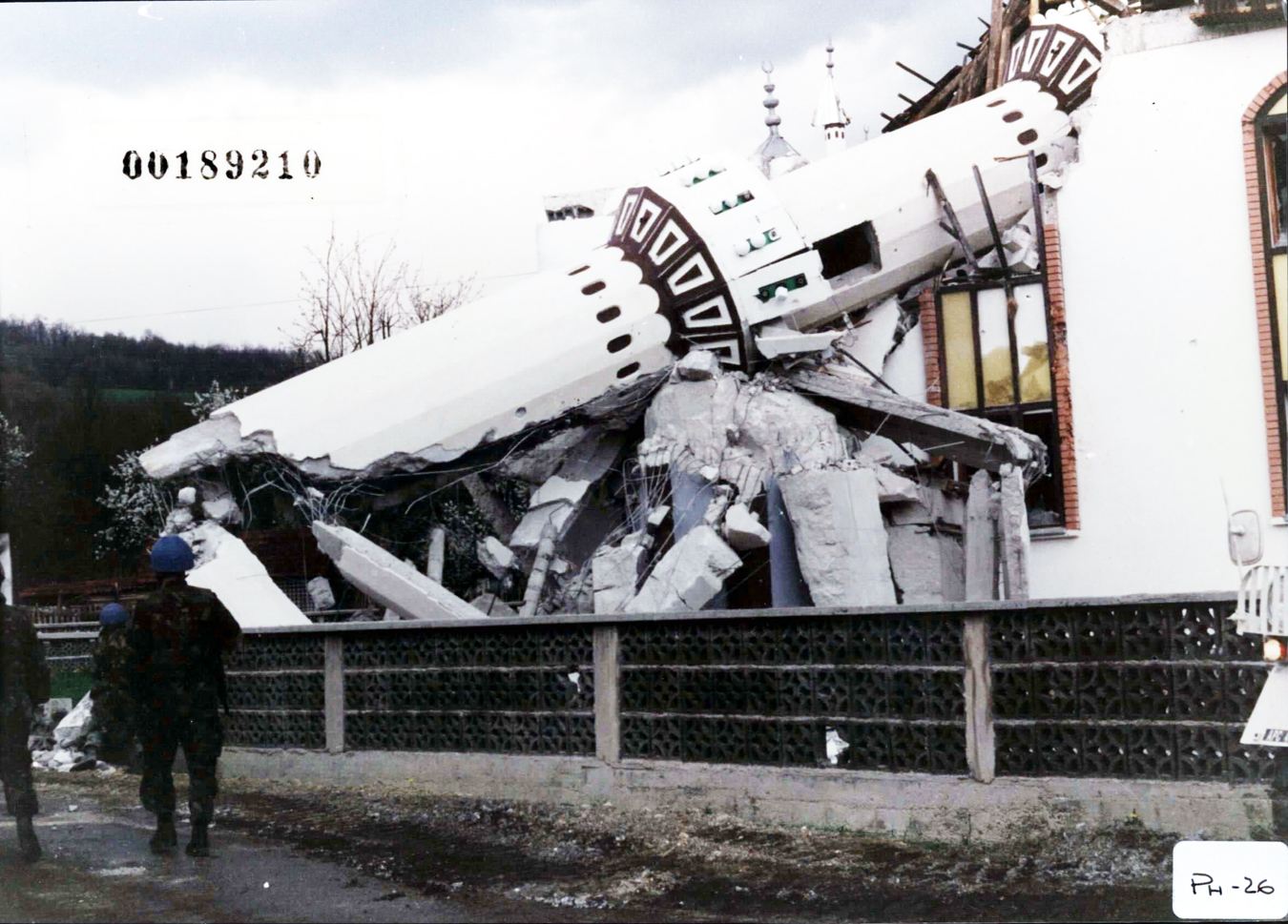
قصف مسجد في أبريل 1993، أحميتشي.

وفقا لمركز حقوق الإنسان في زينيتشا تم حرق 180 من بين 200 من منازل البوشناق الموجودة في أحميتشي خلال الهجوم. توصلت لجنة حقوق الإنسان إلى النتيجة نفسها في تقريرها المؤرخ 19 مايو 1993. ووفقا للمركز الأوروبي للطوارئ فقد تم حرق جميع منازل المسلمين البوسنيين في قرى أحميتشي وناديوسي وبيريتشي وسيفرينو سيلو وجاتيس وغوميونيكا وغروميلجاك وروتيلي. . وفقا لمراقب بعثة المراقبة التابعة للجماعة الأوروبية «كانت منطقة بأكملها تحترق». تم تدمير العديد من المباني الدينية. تم تلغيم مسجدين عمدا وتم وضع المتفجرات بعناية داخل المباني. علاوة على ذلك تم تدمير مسجد دوني أحميتشي بالمتفجرات الموضوعة حول قاعدة مئذنته.

## القوات المشاركة
شملت القوات المشاركة في الهجوم الكتيبة الرابعة للشرطة العسكرية وعلى وجه الخصوص وحدة المهرجين. تم إنشاء المهرجين وهي فرقة لمكافحة الإرهاب تضم عشرين عضو أو نحو ذلك في يناير 1993 من داخل الشرطة العسكرية بأمر من زفونكو فوكوفيتش وكانت مهمتها تنفيذ مهام خاصة مثل التخريب والتمركز في البنغل في ناديوسي. وكان من بين المشاركين الآخرين فيتيزوفي ولواء فيتيسكا التابع لبلدية فيتيز ولواء نيكولا يوبيتش زرنسكي في بوسوفاتشا إلى جانب وحدات دوموبراني (الوحدات المنشأة في كل قرية وفقا لقرار صادر عن موستار بتاريخ 8 فبراير 1993) المتمركزة في أحميتشي وشانتيتشي وبيريتشي وناديوتشي. كما أشار العديد من الشهود في قضية بلاشكيتش إلى وجود جنود يرتدون زي مموه ويرتدون شعار مجلس الدفاع الكرواتي. كما شارك في الهجوم عدد من الكروات من سكان هذه القرى. كانوا أعضاء في دوموبراني مثل سلافكو ميليتشيفيتش لقطاع دوني أحميتشي وجاركو بابيتش عن منطقة زومي وبرانكو بيركوفيتش في ناديوتشي وزوران كوبريشكيتش في غرابوفي (منطقة في وسط أحميتشي) ونيناد شانتيتش وكوليتش في شانتيتشي.

## المحاكمة
قضت المحكمة الجنائية الدولية ليوغوسلافيا السابقة في لاهاي بأن هذه الجرائم ترقى إلى جرائم ضد الإنسانية في العديد من الأحكام ضد القادة السياسيين والعسكريين والجنود الكروات وعلى الأخص داريو كورديتش الزعيم السياسي للكروات في وسط البوسنة والهرسك الذي كان حكم عليه بالسجن لمدة 25 عام. استنادا إلى الأدلة المتعلقة بالعديد من هجمات مجلس الدفاع الكرواتي في ذلك الوقت انتهت المحكمة الابتدائية للمحكمة الجنائية الدولية ليوغوسلافيا السابقة في قضية كورديتش وشركيز من أنه بحلول أبريل 1993 كان لدى القيادة الكرواتية تصميم أو خطة مشتركة وتم إعدامه لتطهير البوشناق عرقيا من وادي لاشفا. تم العثور على داريو كورديتش بصفته الزعيم السياسي المحلي ليكون المخطط والمحرض على هذه الخطة.
استنتجت المحكمة الجنائية الدولية ليوغوسلافيا السابقة كذلك أن الجيش الكرواتي شارك في الحملة وعرفت الأحداث على أنها نزاع دولي بين البوسنة والهرسك وكرواتيا.
كشف الرئيس الكرواتي السابق ستيبان ميسيتش عن آلاف الوثائق والأشرطة الصوتية التي سجلها فرانيو تودجمان حول خططه خلال قضية ضد قادة كروات من البوسنة والهرسك لارتكابهم جرائم حرب ضد البوشناق. أثناء محاكمة تيهومير بلاشكيتش الذي كان قائد مجلس الدفاع الكرواتي لمنطقة عمليات البوسنة والهرسك الوسطى عن الجرائم التي ارتكبت في أحميتشي جادل الدفاع بأن هناك تسلسل موازي للقيادة يتجاوز بلاشكيتش ذهب إلى القيادة السياسية في الجمهورية الكرواتية في البوسنة والهرسك. كانت هناك تقارير في وسائل الإعلام تفيد بأن تودجمان نفسه شارك في التستر. وقضت محكمة الاستئناف في المحكمة الجنائية الدولية ليوغوسلافيا السابقة بأن بلاشكيتش ليس لديه مسؤولية القيادة عن المجزرة وخفضت العقوبة الأولية (في عام 2000) من 45 عام إلى تسع سنوات من السجن. أطلق سراحه بعد أن أمضى 8 سنوات و4 أشهر من عقوبته.
أدانت المحكمة الجنائية الدولية ليوغوسلافيا السابقة في البداية ستة عشر كرواتي وأدانت ثمانية منهم حتى الآن بأدوارهم في التطهير العرقي في وادي لاشفا.

## التكريم

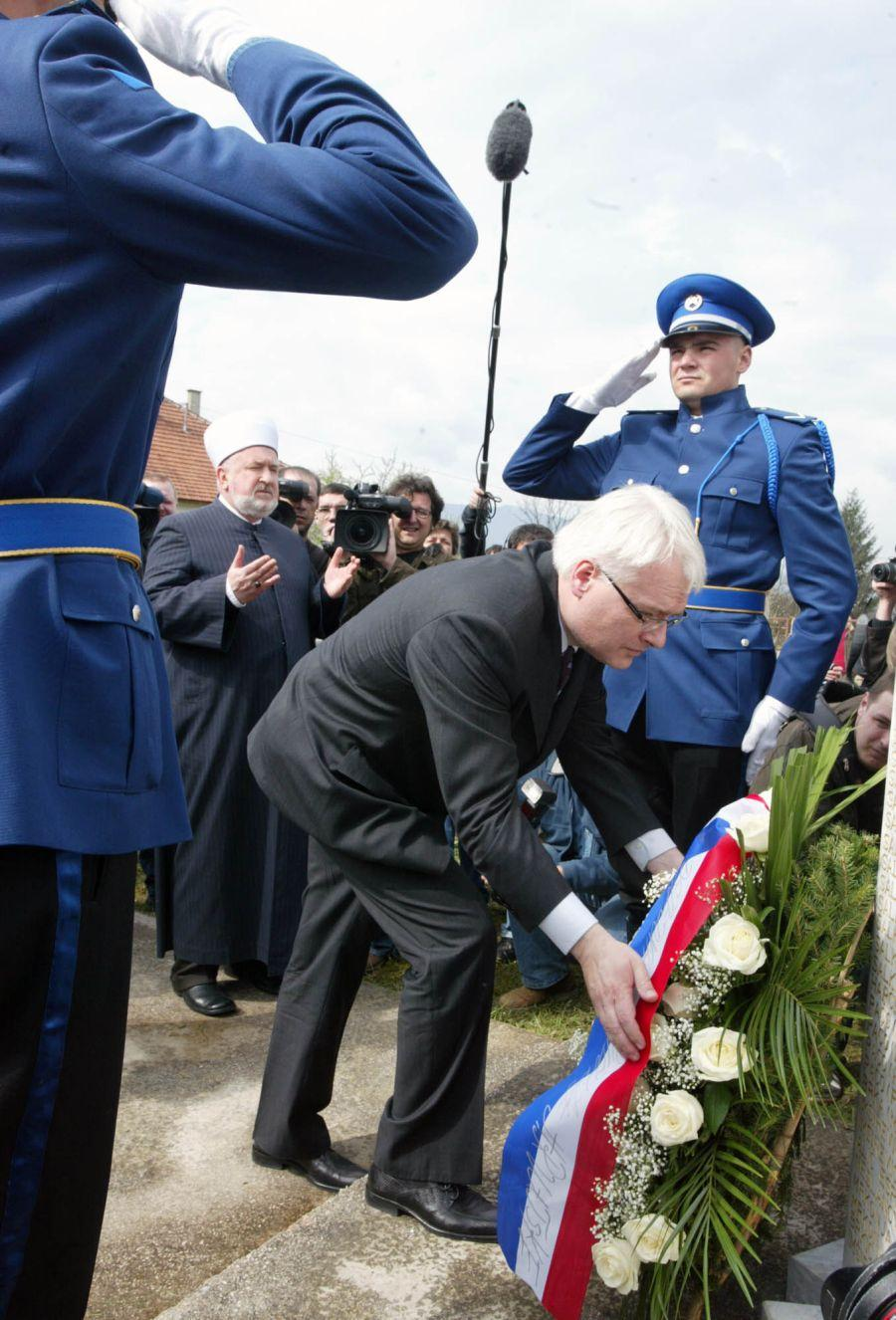
إيفو يوسيبوفيتش ومصطفى سيريتش بجانب إكليل الذكرى.

أشاد الرئيس الكرواتي إيفو يوسيبوفيتش جنبا إلى جنب مع الزعماء الدينيين الإسلاميين والكاثوليك في 15 أبريل 2010 بذكرى الضحايا في أحميتشي وكريجانتشيفو سيلو.